# Camptosauridae
Los camptosáuridos (Camptosauridae) son una familia de dinosaurios ornitópodos iguanodontianos, que vivieron desde el Jurásico superior hasta el Cretácico inferior (hace aproximadamente 162 y 145 millones de años, desde el Kimmeridgiense hasta el Berriasiense), en lo que hoy es Europa y Norteamérica.

## Sistemática
Camptosauridae se define como el clado más inclusivo que contiene al Camptosaurus dispar (Marsh, 1879) pero no al Parasaurolophus walkeri (Parks, 1922).